# Арачиново
Арачиново (понякога книжовно Харачиново, на македонска литературна норма: Арачиново; на албански: Haraçina, Харачина) е село в Северна Македония, център на едноименната община Арачиново.

## География
Селото е разположено в южните поли на Скопска Църна гора.

## История
Североизточно от селото са руините на античния религиозен обект Църквище.
В XIX век Арачиново е малко македонско село в Скопска каза на Османската империя. В 1861 година Йохан фон Хан на етническата си карта на долината на Българска Морава отбелязва Харачина като българско село. В края на века цялото село е чифлик. Гьорче Петров отбелязва в 1896 година плодородието на земята и наличието на „гьол, от който излиза риба, колкото за селото и околните му няколко села.“
Според статистиката на Васил Кънчов („Македония. Етнография и статистика“) от 1900 година Арачиново (Рачиново) е населявано от 175 жители македонци християни и 30 цигани.
В началото на XX век цялото население на Арачиново е под върховенството на Българската екзархия. По данни на секретаря на екзархията Димитър Мишев („La Macédoine et sa Population Chrétienne“) през 1905 година в Арачиново има 120 българи екзархисти.
След Междусъюзническата война в 1913 година селото влиза в границите на Сърбия.
На етническата си карта от 1927 година Леонард Шулце Йена показва Карачиново (Karačinovo) като село с неясен етнически състав.
Според преброяването от 2002 година селото има 7315 жители.
| Националност | Всичко |
| македонци    | 594    |
| албанци      | 6677   |
| турци        | 0      |
| роми         | 0      |
| власи        | 1      |
| сърби        | 10     |
| бошняци      | 2      |
| други        | 31     |

Църквата в селото „Свети Талалей“ многократно е осквернявана след изселването на православното население от селото след въоръжения конфликт в 2001 година.

## Личности
Родени в Арачиново
- Исмет Рамадани (р. 1954), сверномакедонски политик